# Stawy Przemkowskie
Stawy Przemkowskie este o arie protejată (arie de protecție specială avifaunistică — SPA) din Polonia întinsă pe o suprafață de 4.605,42 ha, integral pe uscat.

## Localizare
Centrul sitului Stawy Przemkowskie este situat la coordonatele 51°34′18″N 15°48′50″E / 51.5717°N 15.8139°E.

## Înființare
Situl Stawy Przemkowskie a fost declarat arie de protecție specială avifaunistică în noiembrie 2004 pentru a proteja 38 de specii de animale.

## Biodiversitate
Situată în ecoregiunea continentală, aria protejată nu include niciun habitat protejat.
La baza desemnării sitului se află mai multe specii protejate de  păsări (38): pescăruș albastru (Alcedo atthis), rață lingurar (Anas clypeata), rață pitică (Anas crecca), rață mare (Anas platyrhynchos), rață cârâitoare (Anas querquedula), gâscă cenușie (Anser anser), gâscă de semănătură (Anser fabalis), ciuf de câmp (Asio flammeus), rață-cu-cap-castaniu (Aythya ferina), rața moțată (Aythya fuligula), rață roșie (Aythya nyroca), buhai de baltă (Botaurus stellaris), barză albă (Ciconia ciconia), barză neagră (Ciconia nigra), erete de stuf (Circus aeruginosus), cristeiul de câmp (Crex crex), lebădă de iarnă (Cygnus cygnus), lebădă de vară (Cygnus olor), egretă albă (Egretta alba), lișiță (Fulica atra), becațină comună (Gallinago gallinago), cocor (Grus grus), codalb (Haliaeetus albicilla), stârc pitic (Ixobrychus minutus), sitar de mâl (Limosa limosa), gaia neagră (Milvus migrans), gaia roșie (Milvus milvus), culic mare (Numenius arquata), pițigoi de stuf (Panurus biarmicus), viespar (Pernis apivorus), ploier auriu (Pluvialis apricaria), corcodel-cu-gât-roșu (Podiceps grisegena), corcodel-cu-gât-negru (Podiceps nigricollis), cresteț cenușiu (Porzana parva), cristei de baltă (Rallus aquaticus), corcodel mic (Tachybaptus ruficollis), cocoșul de mesteacăn (Tetrao tetrix tetrix), fluierar de mlaștină (Tringa glareola).